# St. Agatha (Holtum)

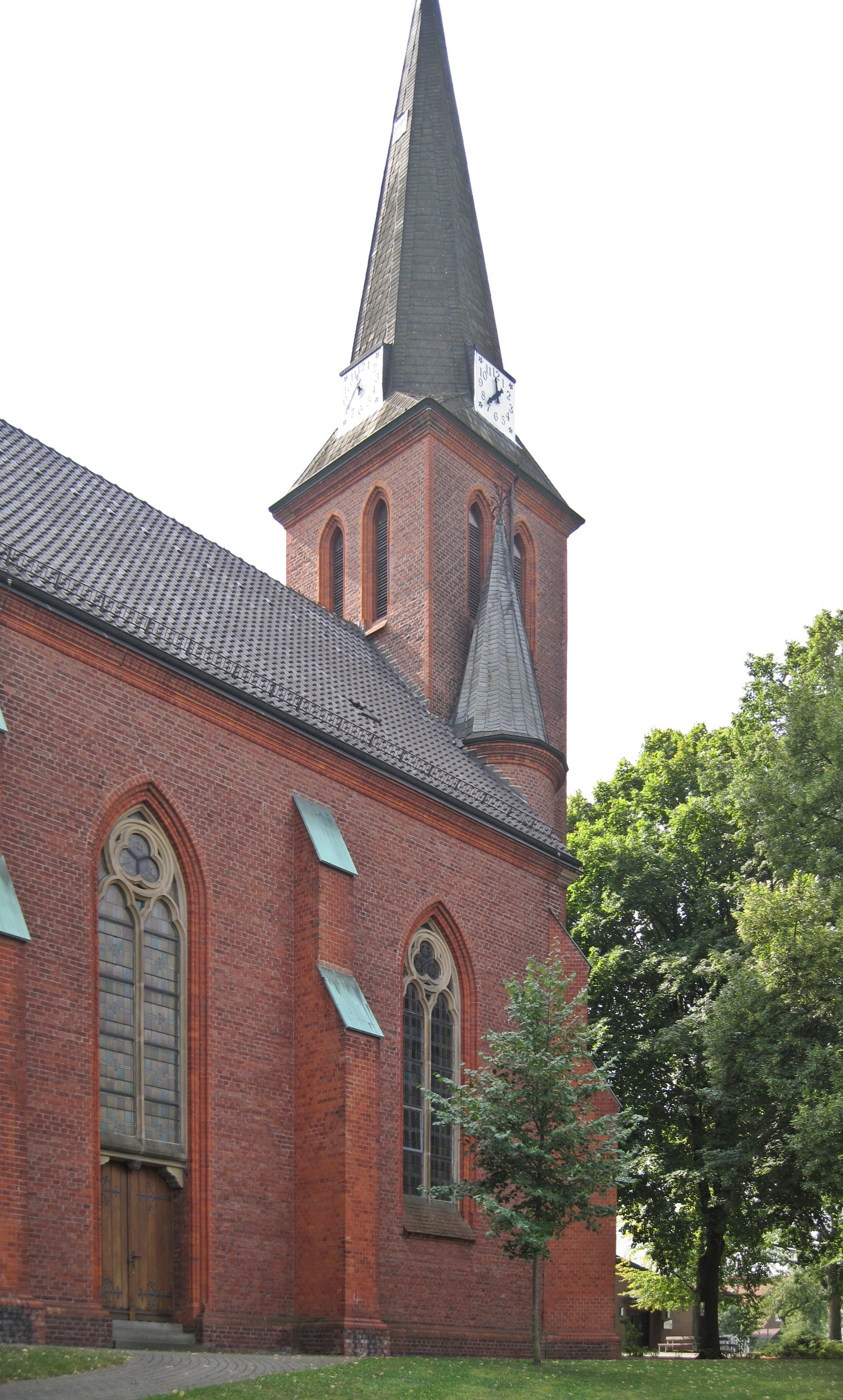
Kirche St. Agatha, Seitenansicht

Die katholische Kirche St. Agatha ist ein denkmalgeschütztes Kirchengebäude in Holtum, einem Ortsteil von Werl im Kreis Soest (Nordrhein-Westfalen).

## Geschichte und Architektur
Das Wohngebäude des Bauern Johann Wilhelm Hawikkenbroick brannte am 5. März 1730 nieder. Er gelobte, wenn die Flammen von den anderen Gebäuden ferngehalten würden, eine Kapelle zu stiften. So ließ er dann eine Kapelle aus purem Holz mit Glockentürmchen erbauen und dotierte diese mit einem halben Morgen Land. 1758 wurden darin vier Messen im Jahr gelesen, eine am Agathentag. Gegen Ende des 19. Jahrhunderts war die Kapelle baufällig geworden.
Für den Bau einer neuen Kapelle führten Mitglieder der Gemeinde Erdarbeiten und Fundamentierungen in Eigenleistung aus, lieferten sämtliche Materialien an und liehen das Baugeld aus. Der neun Meter hohe und in drei Ziegelsteinen breitem Mauerwerk ausgeführte Bau bot 350 Besuchern Platz. Er wurde durch den Maurermeister Caspar Stemann ausgeführt, die Steinmetzarbeiten erledigte die Bildhauerei Killhey. Der Grundstein wurde am 3. April 1898 in den nördlichen Wandpfeiler zum Chor gelegt. Das neugotische Langhaus von drei querrechteckigen Jochen schließt nach Osten mit einem 5/8 Chor. Der quadratische Westturm mit hoher Spitze ist vorgebaut. Der Treppenaufgang ist in einem angesetzten Rundtürmchen untergebracht. Mit den liturgischen Änderungen in den 1960er Jahren wurden der Hochaltar und die beiden Seitenaltäre entfernt und der Chor wurde für den neuen Altartisch um einige Stufen erhöht. Eine helle Neuausmalung mit sparsamer, ornamentaler Zier erfolgte 1989.

## Ausstattung
- Der Hauptaltar wurde 1990 neu aufgestellt. Der Aufsatz vom 19. Jahrhundert entstammt einem Sammeldepot in Hardehausen, die Mensa ist eine stilistisch angepasste Neuanfertigung.
- Der 1903 von Pfarrer Cruse geschenkte Kreuzweg ist von Julius Lammersen.

## Ansichten

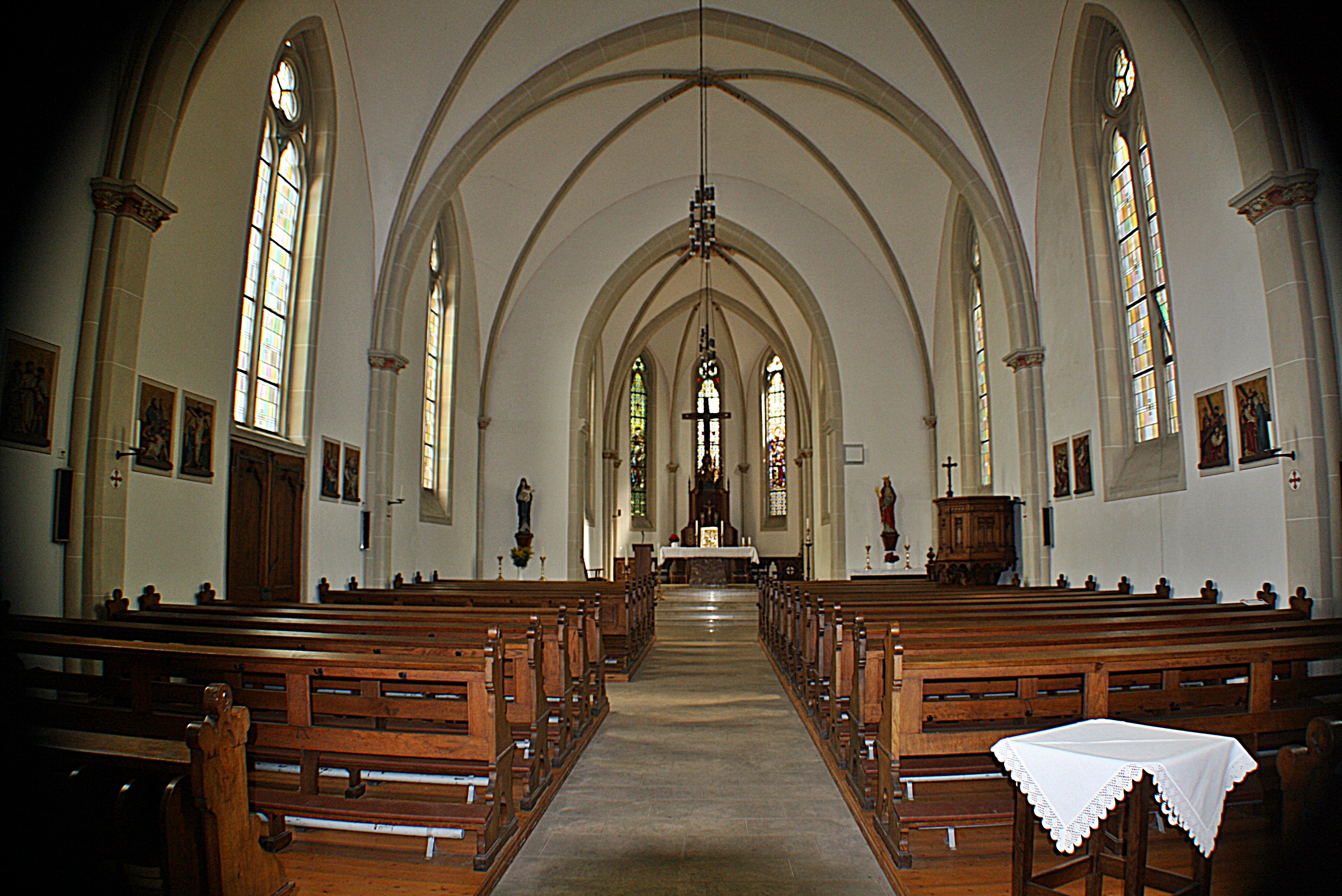
Innenansicht
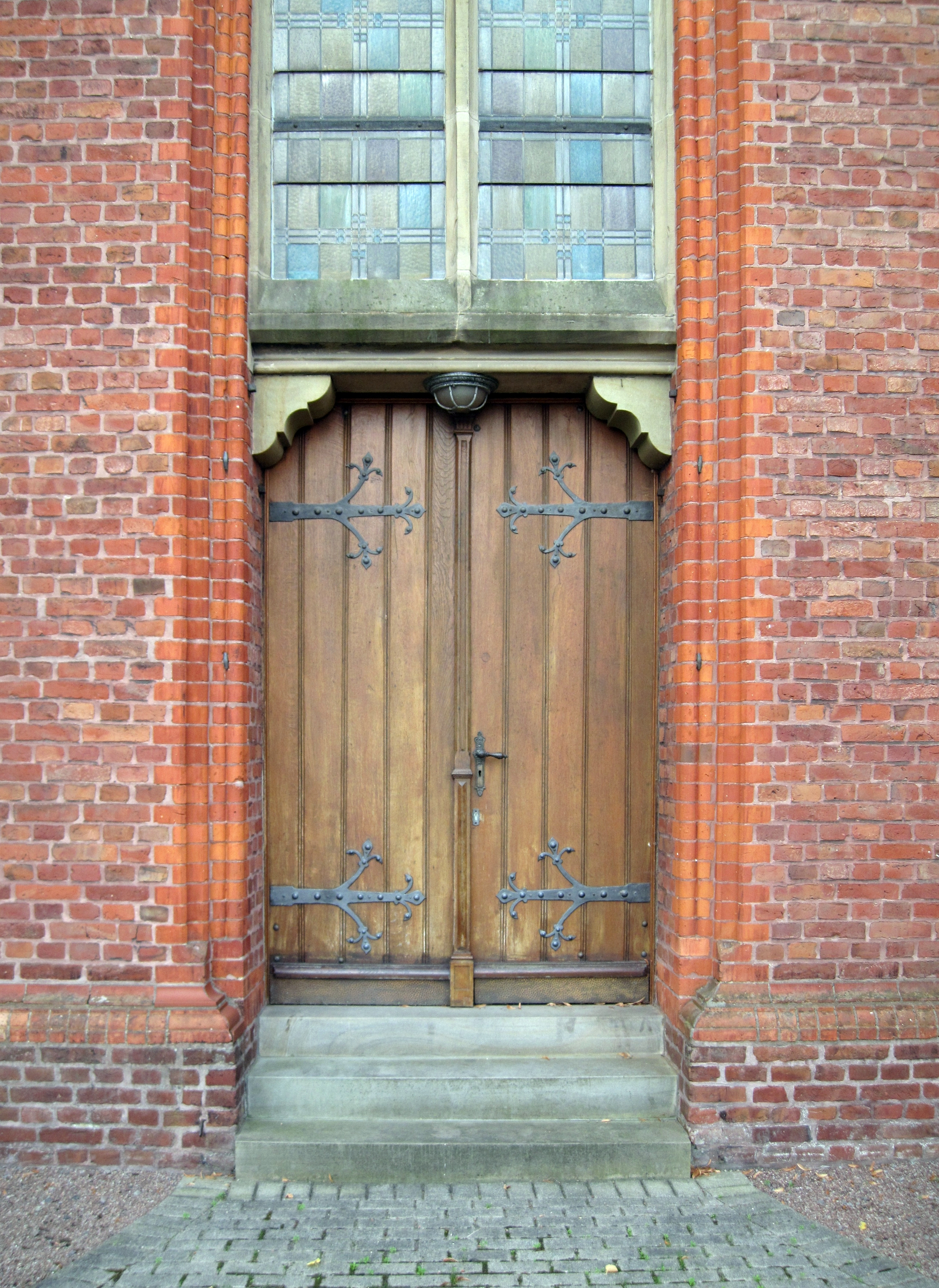
Seiteneingang
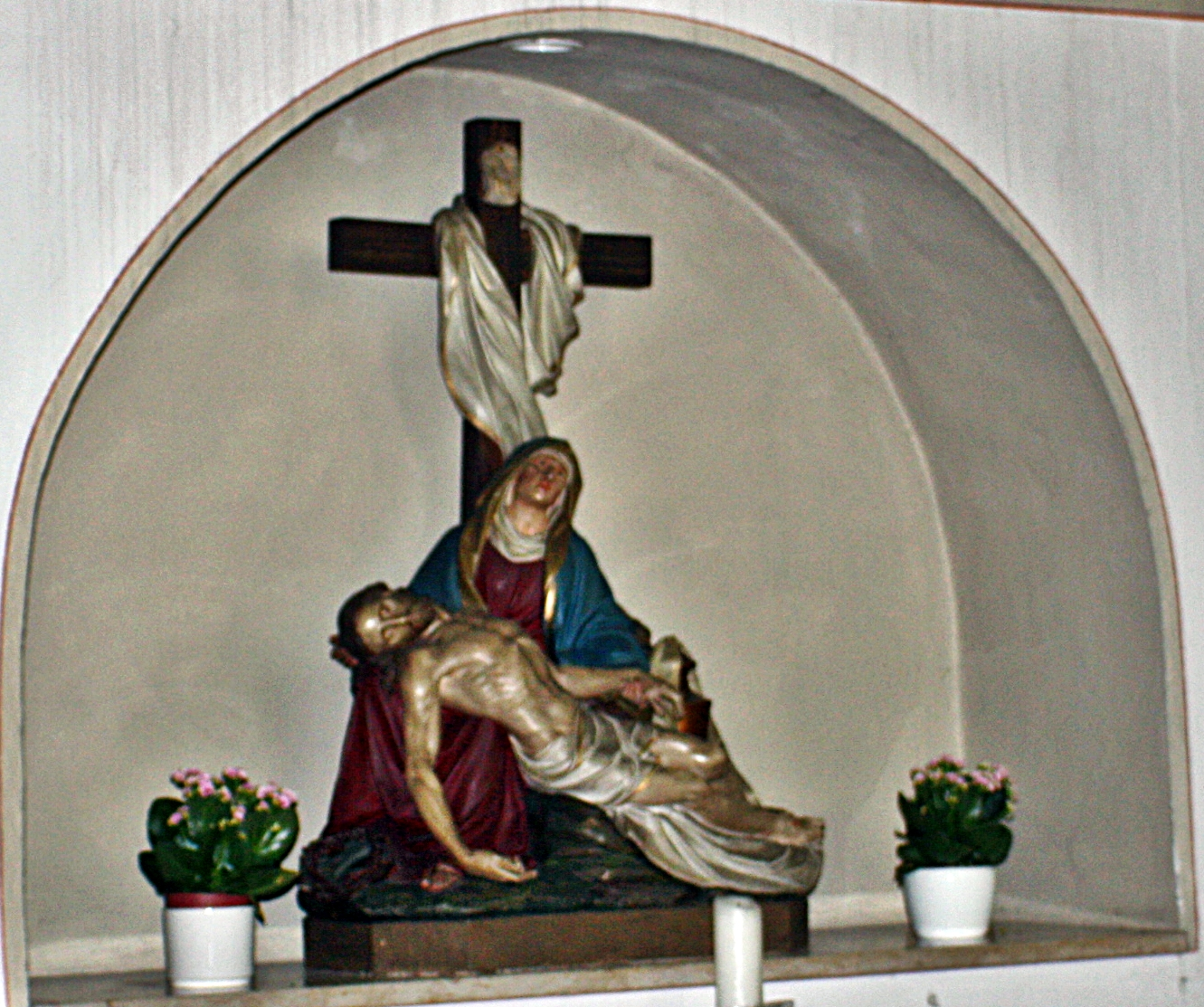
Pietà
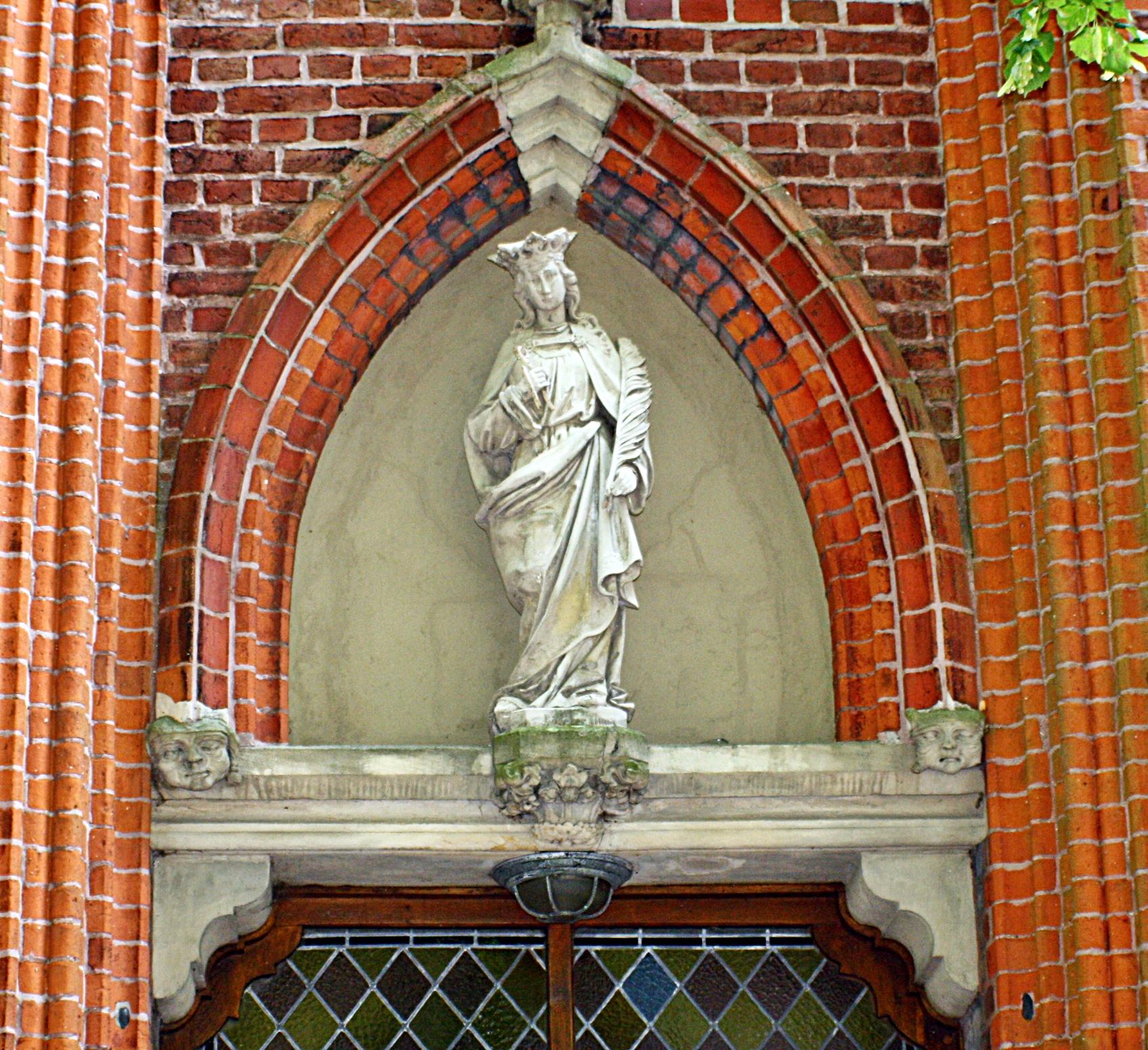
Figur der Hl. Agatha über dem Eingangsportal